# جيم ميرفي
جيم ميرفي (بالإنجليزية: Jim Murphy)‏ (29 نوفمبر 1942 بغلاسكو في المملكة المتحدة - ) هو لاعب كرة قدم بريطاني في مركز مهاجم داخلي. لعب مع ريث روفرز ونادي ماذرويل ونوتس كاونتي وهارت أوف ميدلوثيان وهاميلتون أكاديميكال ونادي ألوا أثليتيك ونادي ستيرلينغشير الشرقية.